# لسلی پریش
 لسلی پریش (انگلیسی: Leslie Parrish؛ زادهٔ ۱۳ مارس ۱۹۳۵) یک هنرپیشه اهل ایالات متحده آمریکا است. وی بین سال‌های ۱۹۵۴ تا ۱۹۷۸ میلادی فعالیت می‌کرد.
از فیلم‌ها یا مجموعه‌های تلویزیونی که وی در آن‌ها نقش داشته است می‌توان به سه نفر روی نیمکت اشاره نمود.